# 棟居俊一

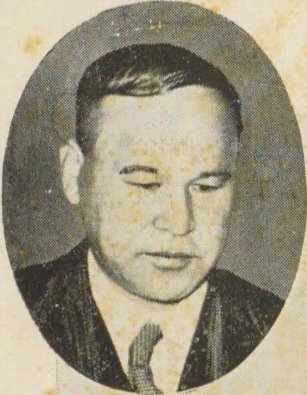
棟居俊一

棟居 俊一（むねすえ しゅんいち、1893年（明治26年）2月28日 – 1954年（昭和29年）1月3日）は、日本の拓務官僚。樺太庁長官。

## 経歴
山口県出身。斎藤吉五郎の三男として生まれ、棟居保の養子となった。1917年（大正6年）に高等文官試験に合格し、翌年に東京帝国大学法科大学政治科を卒業した。大蔵属、司税官、亀戸税務署長、永代橋税務署長、税務事務官、横浜税関総務課長、門司税関監視部長・総務課長、神戸税関総務課長を務めた。その後、拓務省に転じ、書記官、殖産局第二課長、同第一課長、朝鮮総督府事務官、警務局保安課長を歴任。1936年（昭和11年）には朝鮮総督府専売局長に、1937年（昭和12年）には拓務省管理局長に、1938年（昭和13年）に樺太庁長官に就任した。
退官後の1944年（昭和19年）より京都市助役を務めた。